# Dannebrogsgade
Dannebrogsgade er en gade på Vesterbro i København. Den går fra Vesterbrogade i nord til Sønder Boulevard i syd og krydser Istedgade undervejs. Gaden er lukket for biltrafik både ved Otto Krabbes Plads og ved Litauens Plads. I den nordlige ende har en del af husene på den østlige side udsigt over Skydebanehaven.

## Historie
I 1795 etableredes Christianis Institut på stedet, hvor Dannebrogsgade og Vesterbrogade nu møder hinanden. Instituttet var en eksklusiv drengeskole, hvor der udover traditionelle fag også undervistes i blandt andet ridning, gymnastik og håndværk. Skolen blev drevet af C. J. Rudolph Christiani, og Knud Lyne Rahbek fra Bakkehuset underviste her en overgang.
Gaden blev etableret i 1858. Navnet var foreslået af Det Kongelige Kjøbenhavnske Skydeselskab og Danske Broderskab.

## Bygninger og beboere
I nr. 53 ligger Gethsemane Kirke, der blev opført i 1915-1916 efter tegninger af Hans Wright, som var Københavns stadsarkitekt fra 1907 til 1925. Kirken er stadig en del af folkekirken og huser projektet "uKirke".
Dannebrogsgade 24 blev opført i 1862 efter tegninger af Heinrich Vilhelm Friederichsen. Nr. 3 fra 1881 blev opført efter tegninger af Christian Laurits Thuren.